# Маестро брехні
«Маестро брехні» — біографічна драма 2017 року, знята Баррі Левінсоном на основі однойменної книги журналістки Діани Б. Генрікес. Стрічка розповідає про Бернарда Мейдоффа та найбільшу фінансову піраміду, створену ним.

## Сюжет
Користуючись своєю винахідливістю та впливовістю Бернард Мейдофф створив інвестиційний фонд. Багато людей вкладали гроші в нього. Сини Мейдоффа, дружина, а також брат були залучені в його бізнес, але він ретельно приховував фінансові махінації до 2008 року, коли нагрянула фінансова криза і на відміну від інших фонд Мейдоффа продовжував отримувати великі прибутки. Але паніка на фінансовому ринку змушує вкладників забирати свої гроші з фонду, Бернарду вдається залучати нових, однак суми виплат набагато більші за суми надходжень. Бернард ділиться з синами, що його фонд — фінансова піраміда. Діти відвернулися від батька та почали допомагати слідству. Внаслідок махінацій тисячі людей постраждали. Багато хто демонстрував ненависть до сім'ї. Не витримавши морального тиску, старший син Марк вчинив самогубство. Дружина Рут підтримувала зв'язок з чоловіком, засудженого на 150 років ув'язнення. Смерть сина, у якій вона звинувачувала Бернарда, поставила крапку в їхніх стосунках. Вона переїхала до сестри, де і дізналася про смерть молодшого сина Ендрю від раку.
Під час судового засідання Мейдофф визнав себе винним у шахрайстві.

## У ролях
| Актор             | Роль              |
| ----------------- | ----------------- |
| Роберт де Ніро    | Бернард Мейдофф   |
| Мішель Пфайффер   | Рут Мейдофф       |
| Алессандро Нівола | Марк Мейдофф      |
| Генк Азарія       | Френк ДіПаскалі   |
| Натан Дарроу      | Ендрю Мейдофф     |
| Лілі Рейб         | Кетрін Гупер      |
| Крістен Конноллі  | Стефані Мейдофф   |
| Сідні Гейл        | Емілі Мейдофф     |
| Кетрін Нардуччі   | Елеонор Сквіллірі |
| Майкл Кострофф    | Пітер Мейдофф     |
| Стів Коултер      | Мартін Лондон     |

## Створення фільму

### Виробництво
Зйомки фільму проходили в Нью-Йорку, США.

### Знімальна група
- Кінорежисер — Баррі Левінсон
- Сценаристи — Джо Бернем Шварц, Семюель Баум, Сем Левінсон
- Кінопродюсер — Джозеф І. Іберті
- Композитори — Євгеній Гальперін, Саша Гальперін
- Кінооператор — Егіль Бріл
- Кіномонтаж — Рон Патан
- Художник-постановник — Лоуренс Беннетт
- Артдиректор — Раян Палмер
- Художник-декоратор — Гізер Леффлер
- Художник з костюмів — Ріта Реяк
- Підбір акторів — Еллен Ченовет[1].

## Сприйняття

### Критика
Фільм отримав схвальні відгуки. На сайті Rotten Tomatoes оцінка стрічки становить 72 % на основі 43 відгуків від критиків (середня оцінка 6,4/10) і 64 % від глядачів із середньою оцінкою 3,5/5 (1 620 голосів). Фільму зарахований «стиглий помідор» від кінокритиків та «попкорн» від глядачів, Internet Movie Database — 6,8/10 (14 372 голоси), Metacritic — 67/100 (26 відгуків від критиків) і 6,9/10 (30 відгуків від глядачів).

### Номінації та нагороди
| Нагороди та номінації фільму «Маестро брехні» | Нагороди та номінації фільму «Маестро брехні» | Нагороди та номінації фільму «Маестро брехні»                           | Нагороди та номінації фільму «Маестро брехні»                                                               | Нагороди та номінації фільму «Маестро брехні» | Нагороди та номінації фільму «Маестро брехні» |
| Рік                                           | Кінофестиваль/кінопремія                      | Категорія/нагорода                                                      | Номінант | Результат                                     |                                               |
| --------------------------------------------- | --------------------------------------------- | ----------------------------------------------------------------------- | --- | --------------------------------------------- | --------------------------------------------- |
| 2017                                          | Прайм-тайм премія «Еммі»                      | Найкращий актор у мінісеріалі або фільмі                                | Роберт де Ніро                                                                                              | Номінація                                     |                                               |
| 2017                                          | Прайм-тайм премія «Еммі»                      | Найкраща акторка другого плану у мінісеріалі або фільмі                 | Мішель Пфайффер                                                                                             | Номінація                                     |                                               |
| 2017                                          | Прайм-тайм премія «Еммі»                      | Найкращий підбір акторів у мінісеріалі або фільмі                       | Еллен Ченовет, HBO                                                                                          | Номінація                                     |                                               |
| 2017                                          | Прайм-тайм премія «Еммі»                      | Найкращий фільм                                                         | Джейн Розенталь, Роберт де Ніро, Беррі Велш, Беррі Левінсон, Том Фонтана, Джейсон Соснофф, Джозеф І. Іберті | Номінація                                     |                                               |
| 2017                                          | «Супутник»                                    | Найкращий актор у мінісеріалі або телефільмі                            | Роберт де Ніро                                                                                              | Номінація                                     |                                               |
| 2017                                          | «Супутник»                                    | Найкраща акторка в мінісеріалі або телефільмі                           | Мішель Пфайффер                                                                                             | Номінація                                     |                                               |
| 2017                                          | «Супутник»                                    | Найкращий телефільм                                                     | HBO | Номінація                                     |                                               |
| 2017                                          | Премія Асоціації телевізійних критиків        | Видатні досягнення в телефільмах, мінісеріалах чи спеціальних програмах | «Маестро брехні»                                                                                            | Номінація                                     |                                               |
| 2018                                          | «Золотий глобус»                              | Найкраща чоловіча роль мінісеріалу або телефільму                       | Роберт де Ніро                                                                                              | Номінація                                     |                                               |
| 2018                                          | «Золотий глобус»                              | Найкраща жіноча роль другого плану серіалу, мінісеріалу або телефільму  | Мішель Пфайффер                                                                                             | Номінація                                     |                                               |
| 2018                                          | Премія Гільдії кіноакторів                    | Найкраща чоловіча роль у телефільмі або мінісеріалі                     | Роберт де Ніро                                                                                              | Номінація                                     |                                               |
| 2018                                          | Монтажери американського кіно                 | Найкращий монтаж мінісеріалу або телефільму                             | Рон Патан                                                                                                   | Номінація                                     |                                               |
| 2018                                          | «Вибір критиків»                              | Найкращий телефільм                                                     | «Маестро брехні»                                                                                            | Перемога                                      |                                               |
| 2018                                          | «Вибір критиків»                              | Найкраща жіноча роль другого плану в телефільмі                         | Мішель Пфайффер                                                                                             | Номінація                                     |                                               |
| 2018                                          | «Вибір критиків»                              | Найкраща чоловіча роль другого плану в телефільмі                       | Роберт де Ніро                                                                                              | Номінація                                     |                                               |
| 2018                                          | Гільдія режисерів Америки                     | Найбільші досягнення режисера в телефільмі або мінісеріалі              | Баррі Левінсон                                                                                              | Номінація                                     |                                               |
| 2018                                          | Премія Гільдії продюсерів США                 | Найкращі продюсери телефільму                                           | Джейн Розенталь, Роберт де Ніро, Беррі Велш, Беррі Левінсон, Том Фонтана, Джейсон Соснофф, Джозеф І. Іберті | Номінація                                     |                                               |
| 2018                                          | Гільдії сценаристів США                       | Найкращий адаптований сценарій                                          | Джо Бернем Шварц, Семюель Баум, Сем Левінсон                                                                | Номінація                                     |                                               |